# Південне (Криворізький район)
Півде́нне (до 2024 року — Южне) — село в Україні, в Девладівській сільській громаді Криворізького району Дніпропетровської області.
Населення — 47 мешканців.

## Назва
19 вересня 2024 року Верховна Рада підтримала перейменування села Южне на Південне. 26 вересня 2024 року перейменування набуло чинності.

## Географія
Село Південне знаходиться на відстані 1 км від села Ганно-Миколаївка і за 2 км від села Андріївка. По селу протікає пересихаючий струмок з загатою.

## Населення

### Мова
Розподіл населення за рідною мовою за даними перепису 2001 року:
| Мова       | Відсоток |
| ---------- | -------- |
| українська | 100 %    |

1. ↑  Про перейменування окремих населених пунктів та районів. Офіційний вебпортал парламенту України (укр.). Процитовано 27 вересня 2024.
2. ↑  Рідні мови в об'єднаних територіальних громадах України — Український центр суспільних даних